# Barbu Catargiu
Barbu Catargiu (* Calendari julià: 26 d'octubre/Gregorià: 7 de novembre de 1807 – 20 de juny de 1862) va ser un periodista i polític conservador romanès, el primer Primer Ministre de Romania.

## Biografia
Catargiu va néixer el 26 d'octubre de 1807, fill de Stephen Catargiu (un activista polític) i de Țiței (Stanca) Văcărescu. Va residir a l'estranger en París de 1825 a 1834, on va estudiar lleis, història i filosofia. De retorn a Wallachia per un breu període, va ser membre de l'Assemblea Obsteasca de Wallachia. Oposat a la violència i a la revolució armada, va resumir els seus viatges a través del món durant les Revolucions de 1848, treballant primerament com a periodista i fent un documental.
Va ser el primer Primer Ministre de Romania, en 1862, fins que va ser assassinat el 20 de juny del mateix any. Va ser un tenaç defensor dels grans estats dels boiars, originant la doctrina conservadora que assenyalava que el "feudalisme en Romania mai ha existit".